# Jelsi
Jelsi é uma comuna italiana da região do Molise, província de Campobasso, com cerca de 1.917 habitantes. Estende-se por uma área de 28 km², tendo uma densidade populacional de 68 hab/km². Faz fronteira com Campodipietra, Cercemaggiore, Gildone, Pietracatella, Riccia, Toro.

## Demografia
| Variação demográfica do município entre 1861 e 2011                               |
|                                                                                   |
| Fonte: Istituto Nazionale di Statistica (ISTAT) - Elaboração gráfica da Wikipedia |